# Ōmihachiman
Ōmihachiman (japanska: 近江八幡市?, Ōmihachiman-shi) är en stad i Shiga prefektur i Japan. Staden fick stadsrättigheter 1954.